# 가업
가업(家業)은 혈통, 결혼, 입양 등과 관련된 여러 세대의 가족에 걸쳐 의사결정에 영향을 미치는 사업을 의미하며, 이들은 사업의 비전에 영향을 미치며 구별해 놓은 목표를 추구하는 능력을 사용한다. 족벌 기업이라고도 하며, 영어로는 패밀리 비즈니스(family business)라고 한다. 이들은 리더십이나 소유권을 통하여 회사를 지지한다.
소유자-관리자의 기업가적 회사들은 가업으로 간주되지 않는데, 그 이유는 가업의 고유한 역학과 관계를 창출하는 다세대의 규모와 가족으로부터의 영향이 없기 때문이다.

## 예
- 봄바디어
- BMW
- 카길
- 칙필레
- 컴캐스트
- 포드
- 하이네켄
- 망고
- 노드스트롬
- 포르쉐 SE (폭스바겐 주식회사)
- 레이먼드 그룹
- 레드불
- 타타 그룹
- 토요타 자동차
- 트럼프 기업
- 월마트
- WWE
- 킹피셔 항공

## 같이 보기
- 네포티즘

## 참고 문헌
- Colli, Andrea. History of Family Business, 1850-2000 (Cambridge UP. 2003), comparative history. online 보관됨 2021-01-28 - 웨이백 머신
- Rose, Mary B. Family Business (1995), on UK
- Gersick, Kelin et al. Generation to Generation: Life Cycles of the Family Business (Harvard Business School Press, 1997)
- Lansberg, Ivan. Succeeding Generations: Realizing the Dream of Families in Business (Harvard Business School Press, 1999)